# Needingworth
Needingworth är en ort i Storbritannien.   Den ligger i grevskapet Cambridgeshire och riksdelen England, i den sydöstra delen av landet, 90 km norr om huvudstaden London. Needingworth ligger 15 meter över havet och antalet invånare är 2 287.
Terrängen runt Needingworth är platt, och sluttar österut. Runt Needingworth är det tätbefolkat, med 319 invånare per kvadratkilometer. Närmaste större samhälle är Cambridge, 17,6 km sydost om Needingworth. Trakten runt Needingworth består till största delen av jordbruksmark.